# 1787 în literatură
Anul 1787 în literatură a implicat o serie de evenimente și cărți noi semnificative.

## Cărți noi
- Elizabeth Bonhôte - Olivia, or, The Deserted Bride
- Johann Jakob Wilhelm Heinse - Ardinghello and die glückseligen Inseln
- Elizabeth Helme - Louisa; or the Cottage on the Moor
- Bernardin de Saint-Pierre - Paul et Virginie
- Scots Musical Museum, vol. 1